# Відкритий чемпіонат США з тенісу 2004
Відкритий чемпіонат США з тенісу 2004 проходив з 30 серпня по 12 вересня 2004 року на відкртих кортах Тенісного центру імені Біллі Джин Кінг у парку Флашинг-Медоуз у районі Нью-Йорка Квінз. Це був четвертий, останній турнір Великого шолома календарного року. 

## Події
Минулорічні чемпіони в одиночному розряді Енді Роддік та Жустін Енен-Арденн не змогли відстояти свої титули. Роддік програв у чвертьфіналі Йоахіму Юханссону зі Швеції, а Енен-Арденн — у четвертому колі Надії Петровій з Росії. 
Одиночні титули виграли Роджер Федерер та Світлана Кузнецова. Для обох це були перші перемоги в США. Федерер виграв турнір Великого шолома вчетверте, а Кузнєцова взагалі вперше.  
Переможці парного розряду у чоловіків, Марк Ноулз та Деніел Нестор, виграли чемпіонат США вперше, але для обох це була друга перемога в турнірах Великого шолома.
Чемпіонки парних змагань у жінок Вірхінія Руано Паскуаль та Паола Суарес виграли свій третій чемпіонат США і сьомий титул Великого шолома. Для Суарес це був останній мейджор. Руано Паскуаль вигравала пізніше з іншими партнерками. 
Для Віри Звонарьової перемога у міксті була першим титулом Великого шолома. Боб Браян виграв мікст удруге, і вдруге в США.
У юніорів українець Сергій Стаховський пробився до фіналу, де програв шотландцю Енді Маррей.

## Результати фінальних матчів

### Дорослі
| Одиночний розряд. Чоловіки           |                                    |                    |
| Роджер Федерер                       | Ллейтон Г'юїтт                     | 6–0, 7–6(7–3), 6–0 |
|                                      |                                    |                    |
| Одиночний розряд. Жінки              |                                    |                    |
| Світлана Кузнецова                   | Олена Дементьєва                   | 6–3, 7–5           |
|                                      |                                    |                    |
| Парний розряд. Чоловіки              |                                    |                    |
| Марк Ноулз Деніел Нестор             | Леандер Паес Давид Рікл            | 6–3, 6–3           |
|                                      |                                    |                    |
| Парний розряд. Жінки                 |                                    |                    |
| Вірхінія Руано Паскуаль Паола Суарес | Світлана Кузнецова Олена Лиховцева | 6–4, 7–5           |
|                                      |                                    |                    |
| Мікст                                |                                    |                    |
| Віра Звонарьова Боб Браян            | Алісія Молік Тодд Вудбрідж         | 6–3, 6–4           |
|                                      |                                    |                    |

### Юніори
| Одиночний розряд. Хлопці         |                                 |               |
| Енді Маррей                      | Сергій Стаховський              | 6–4, 6–2      |
|                                  |                                 |               |
| Одиночний розряд. Дівчата        |                                 |               |
| Міхаелла Крайчек                 | Джессіка Керкленд               | 6–1, 6–1      |
|                                  |                                 |               |
| Парний розряд. Хлопці            |                                 |               |
| Брендан Еванс Скотт Удсема       | Андреас Бек Зебастіан Рішік     | 4–6, 6–1, 6–2 |
|                                  |                                 |               |
| Парний розряд. Дівчата           |                                 |               |
| Марина Еракович Міхаелла Крайчек | Меделіна Гожня Моніка Нікулеску | 7–6(7–4), 6–0 |
|                                  |                                 |               |